# Kevin Long
Kevin Finbarr Long (* 18. August 1990 in Cork) ist ein irischer Fußballspieler. Der bei Cork City ausgebildete Innenverteidiger wechselte Anfang 2010 nach England zum FC Burnley und wurde 2017 erstmals in die irische Nationalmannschaft berufen. Seit Januar 2023 spielt er für Birmingham City.

## Karriere

### Cork City
Long erlernte das Fußballspielen in der Jugendabteilung seines Heimatklubs Cork City und unterschrieb dort im Januar 2008 den ersten Profivertrag. Er gewann danach noch mit der Nachwuchsmannschaft den FAI Youth Cup und in der Saison 2009 absolvierte er in der höchsten irischen Spielklasse 16 Partien. Dabei entwickelte er sich als (linker) Innenverteidiger zu einem der vielversprechendsten Talente des Klubs. Obwohl am Ende der dritte Rang heraussprang, sorgte der anschließende Zwangsabstieg dafür, dass sich die sportliche Perspektive für Long in seiner Geburtsstadt schlagartig verschlechterte. Dieser spielte nun in England vor und während er sich bei Preston North End versuchte, zeigten sich anfänglich auch die beiden Drittligisten Leeds United und Charlton Athletic sowie in der Premier League der FC Burnley interessiert. Ende November 2009 wurde vermeldet, dass sich Burnley gegen weitere konkrete Offerten des FC Everton und Celtic Glasgow durchgesetzt hatte und sich der „Youngster“ im Januar 2010 nach Öffnung des Transferfensters offiziell dem Kader anschließen werde. Der Vertrag beinhaltete eine Laufzeit bis Juni 2013.

### Leihgeschäfte
Um erste Spielpraxis zu erlangen, lieh in Burnley im Oktober 2010 an den Viertligisten Accrington Stanley aus. Die anfänglich auf einen Monat befristete Transaktion wurde aufgrund guter Leistungen des Neulings im Defensivzentrum bis Januar 2011 verlängert, obwohl sein Einstand beim 2:3 gegen Rotherham United am 16. Oktober 2010 mit einer roten Karte nach nur 17 Minuten misslungen war. Nach einer zwischenzeitlichen Rückkehr beendete Long in Accrington die Saison 2010/11 und im August 2011 schloss er sich dort für weitere sechs Monate dem Klub an, bevor das Engagement nach insgesamt 63 Pflichtspielen und drei Toren endete.
Im Januar 2012 folgte ein weiteres Leihgeschäft, nunmehr beim Drittligisten AFC Rochdale, der von Accringtons ehemaligem Trainer John Coleman betreut wurde. Nach vier Spielen mit zwei Siegen und einem Remis wurde auch hier die Leihe verlängert, wobei die Saison 2011/12 enttäuschend mit Abstieg als Tabellenletzter endete. Mitte August 2012 ging es für Long erneut in die dritte Liga, nunmehr für gut eineinhalb Monate zum FC Portsmouth.

### FC Burnley
Nach seiner Rückkehr im Oktober 2012 war Long bei seinem Stammklub, der mittlerweile aus der höchsten englischen Spielklasse abgestiegen war, erstmals im erweiterten Kader und stand im Dezember 2012 gegen den FC Watford in der Startelf. In der folgenden Saison 2013/14 steuerte er sieben Zweitligaeinsätze auf dem Weg zum Wiederaufstieg in die Premier League bei. Dort verlief sein einziges Ligaspiel in der Saison 2014/15 unglücklich, als ihm am Neujahrstag gegen Newcastle United nach der Einwechslung das Kreuzband riss. Nach seiner Genesung schloss er sich im November 2015 leihweise dem Drittligisten FC Barnsley an, dem später der Aufstieg in die zweithöchsten Spielklasse gelang, sowie ab März 2016 dem Zweitligaaufsteiger Milton Keynes Dons, für den Long jedoch nur zwei Meisterschaftspartien bestritt und der wiederum in die dritte Liga abstieg.
Long kehrte zur Saison 2016/17 nach Burnley zurück und unterschrieb dort einen neuen Vertrag bis Juni 2018. Bei seinem zweiten Premier-League-Einsatz am 6. Mai 2017 (und dem ersten Auftritt in der Anfangsformation) war er am entscheidenden Punktgewinn zur Sicherstellung des Klassenerhalts beteiligt und blieb auch bei den letzten beiden Saisonspielen in der Mannschaft. Im Verlauf der Spielzeit 2017/18 war Long dann zeitweise Stammspieler, absolvierte 16 Ligapartien und qualifizierte sich mit seinen Mannen über den siebten Rang für die Europa League. Im folgenden Jahr kristallisierten sich jedoch Ben Mee und James Tarkowski als „gesetzt“ in der Innenverteidigung heraus, so dass Long lediglich fünfmal in der Premier League auflief.

### Birmingham City
Anfang Januar 2023 wechselte er zu Birmingham City in die EFL Championship.

### Irische Nationalmannschaft
Im Mai 2017 wurde Long erstmals in den 37-Mann-Kader der irischen Nationalmannschaft berufen, nachdem er sich in Burnley zu einer zeitweiligen Stammkraft entwickelt hatte. Im darauf folgenden Juni debütierte er per Einwechslung im Freundschaftsspiel gegen Mexiko und einige Tage später war er gegen Uruguay in der Startformation. Als im Jahr 2018 mit Mick McCarthy ein neuer Trainer ins Amt befördert wurde, blieb Long eine feste Größe in dessen Planungen und bei seinem zwölften Auftritt erzielte er gegen Bulgarien den ersten Länderspieltreffer.